# Liste der Ehrenbürger von Freital
Das Ehrenbürgerrecht ist die höchste Auszeichnung der Stadt Freital. Geehrt werden damit Personen, die sich in besonderer Weise um die Stadt verdient gemacht haben. Über die Vergabe entscheidet der Stadtrat. Von August 1933 bis zum Zusammenbruch des NS-Staates war Adolf Hitler erster Ehrenbürger der 1921 gegründeten Stadt. Der Titel wurde danach zwischen 1951 und 2004 an bislang sieben weitere Personen vergeben.
Hinweis: Die Auflistung erfolgt chronologisch nach Datum der Zuerkennung.

## Ehrenbürger der Stadt Freital
1. Karl Hanusch (* 9. Mai 1881 in Niederhäslich; † 19. November 1969 in Dresden)
deutscher Maler und Graphiker
Verleihung der Ehrenbürgerschaft 1951
Karl Hanusch besuchte die Volksschule und begann danach eine Lehre als Dekorationsmaler. Ab 1900 studierte er an der Königlichen Kunstakademie zu Dresden. 1909 wurde er an die Staatliche Akademie Breslau berufen, 1922 an die Staatliche Textilschule Plauen. Im Jahr 1933 wurde er von den Nationalsozialisten inhaftiert, 1934 aber wieder entlassen. Danach war er in Rabenau tätig und trug zum Aufbau der Hochschule für Bildende Künste Dresden bei. Mit der befreundeten Marianne Bruns und dem Ehepaar Schumann war er im Freitaler Poisental ansässig.[2]
2. Marianne Bruns (* 31. August 1897 in Leipzig; † 1. Januar 1994 in Dresden)
deutsche Schriftstellerin
Verleihung der Ehrenbürgerschaft 1967
Marianne Bruns studierte zunächst Musik, führte ab 1926 den Wäschereibetrieb ihrer Eltern fort. Sie machte unter anderem mit Kurt Hanusch und Eva Schumann Bekanntschaft, mit denen sie im Freitaler Poisental wirkte. Ab 1965 trg sie zur Gründung einer Stiftung für soziale und kulturelle Projekte in Freital bei.[3]
3. Eva Schumann (* 8. Januar 1889 in Hainichen; † 3. Dezember 1973 in Freital)
deutsche Übersetzerin
Verleihung der Ehrenbürgerschaft 1967
Eva Feine absolvierte eine Lehre zur Buchbinderin in Leipzig. Im Jahr 1912 heiratete sie Wolfgang Schumann und promovierte 1914. Sie schloss sich 1918 der Arbeiterbewegung an und begann mit ersten Übersetzungen. Ab 1933 lebte sie in der Tschechoslowakei und in England im Exil und kehrte gegen Kriegsende nach Dresden zurück. Bei den Luftangriffen auf Dresden wurde das Haus der Familie Schumann zerstört, sie kamen bei den befreundeten Karl Hanusch und Marianne Bruns unter. In Freital wirkte sie an der Gründung des „Schauspielhauses im Plauenschen Grund“ mit.[4]
4. Erich Dittrich (* 1914)
deutscher Widerstandskämpfer und Funktionär
Verleihung der Ehrenbürgerschaft 1984
Der gelernte Stuhlbauer Dittrich entstammte einer Arbeiterfamilie und engagierte sich im Widerstand gegen die NS-Diktatur. Im Jahr 1933 wurde er verurteilt und in das KZ Hohnstein deportiert. Er überlebte, trat nach Kriegsende in die SED ein und war anschließend in verschiedenen Funktionen tätig, etwa im Rat des Kreises Freital oder als Vorsitzender der Arbeiter-Wohnungsgenossenschaft. Die Ehrenbürgerwürde erhielt Dittrich anlässlich seines 70. Geburtstags.[5][6]
5. Hellmuth Heinz (* 31. August 1904 in Potschappel; † 25. Dezember 1994 in Freital)
deutscher Widerstandskämpfer und Museologe
Verleihung der Ehrenbürgerschaft 1988
Nach dem Besuch der Volksschule absolvierte Hellmuth Heinz ein Studium als Verlagskaufmann. Er war in der Arbeiterbewegung aktiv und trat 1919 in die Karl-Liebknecht-Jugend ein. 1928 wurde er Mitglied der USPD und wirkte während des Nationalsozialismus illegal in einer Dresdner Gruppe unter der Leitung von Fritz Schulze mit. Im Jahr 1941 wurde er verhaftet und zu 15 Jahren Zuchthaus verurteilt. Nach Kriegsende gründete er unter anderem die Ortsgruppe des Kulturbundes und fungierte als Leiter der Volkshochschule, des Kulturamtes sowie ab 1954 als Museumsdirektor im Haus der Heimat. Bereits 1949 erwarb er die „Sammlung Willy Eberl“ für die Stadt Freital. 1987 übergab Heinz seine private Kunstsammlung an das Stadtmuseum.[7]
6. Friedrich Pappermann (* 2. Februar 1909 in Dresden; † 28. August 1995 ebenda)
deutscher Kunstsammler
Verleihung der Ehrenbürgerschaft 1994
Nach dem Schulbesuch absolvierte Pappermann eine Ausbildung zum Exportkaufmann in Dresden. Später arbeitete er in einer elektrotechnischen Fabrik, es entwickelte sich seine künstlerische Sammlerleidenschaft. Ab 1947 war er Leiter und Direktor diverser Betriebe, ab 1960 arbeitete er beim VEB Medizin- und Labortechnische Anlagen Dresden. Nach dem Ende seiner Laufbahn widmete sich Pappermann vollständig der Kunstsammlung. Im Jahr 1988 kam es zum ersten Kontakt mit Mitarbeitern des Museums Freital. Pappermann entschloss sich einige Jahre später, seine Sammlung an das Museum zu stiften. Im Juni 1993 wurde die Ausstellung eröffnet.[8]
7. Gottfried Bammes (* 26. April 1920 in Potschappel; † 14. Mai 2007 in Dresden)
deutscher Maler
Verleihung der Ehrenbürgerschaft 2004
Bammes besuchte die Lessingschule in Potschappel und später die Staatliche Oberschule für Jungen in Dresden-Plauen. Im Zweiten Weltkrieg geriet er in Gefangenschaft, aus der er 1945 zurückkehrte und ein Kunsterziehungsstudium begann. Er half bei der Enttrümmerung der zerstörten Hochschule für Bildende Künste mit und bildete sich autodidaktisch aus. Zu DDR-Zeiten wirkte er am VEB Edelstahlwerk 8. Mai 1945 künstlerisch und schuf mehrere Wandbilder für die Stadt. Ab 1951 studierte er an der Hochschule für Bildende Künste Dresden als Maler und Grafiker und wurde 1953 als Hochschullehrer berufen. Im Jahr 1965 erhielt er den Kunstpreis der Stadt Freital, 1976 den Nationalpreis der DDR für Wissenschaft und Technik. Nach der Wende erwarb das Edelstahlwerk vereinzelte Werke Bammes. Im Jahr 2000 erhielt er den Kultur- und Kunstpreis der Stadt Freital.[9]